# Tribunal Regional Eleitoral do Paraná
O Tribunal Regional Eleitoral do Paraná (TRE-PR) é a segunda instância do Poder judiciário, em sua competência eleitoral, no estado brasileiro do Paraná.

## Histórico
O TRE-PR foi instalado em 9 de junho de 1932, tendo sido reinstalado no dia 7 de junho de 1945.